# Santiago Jaime Latre
Santiago Jaime Latre (Sariñena, Huesca, Aragón, España, 17 de junio de 1979) es un árbitro asistente de vídeo de la Primera División de España. Pertenece al Comité de Árbitros de Aragón.

## Temporadas
| Categoría            | País   | Año       | Partidos |
| -------------------- | ------ | --------- | -------- |
| Tercera División     | España | 2001-2002 |          |
| Segunda División "B" | España | 2002-2009 | 94       |
| Segunda División     | España | 2009-2014 | 116      |
| Primera División     | España | 2014-     | 154      |

## Premios
- Silbato de Oro de Segunda División (2): 2011/2012 y 2012/2013

## Reconocimiento
- Soldado de Honor del Regimiento de Transmisiones 22